# Melodije morja in sonca 1985
VIII. Melodije morja in sonca so potekale 20. julija 1985 v Avditoriju Portorož.

## Tekmovalne skladbe
| #   | Naslov pesmi             | Izvajalec                         | Avtorji (glasba/besedilo)                            |
| --- | ------------------------ | --------------------------------- | ---------------------------------------------------- |
| 1.  | Nocoj boš prišla         | Zvone Kumar                       | Tomaž Kozlevčar/Feri Lainšček                        |
| 2.  | Mlada sva                | Romana Ogrin & Kranjski dixieland | Vasko Repinc/Duša Repinc                             |
| 3.  | Moja domovina je poletje | Nace Junkar                       | Nikica Kalogjera/Elza Budau                          |
| 4.  | Sonce, morje             | Platana                           | Adriano Baruca                                       |
| 5.  | Sulla spiaggia           | Đani Maršan                       | Ferry Horvat                                         |
| 6.  | Vzemi me                 | Helena Blagne                     | Goran Šarac/Helena Blagne                            |
| 7.  | Zgodba št. N             | Lado Leskovar                     | Leon Klemenc/Drago Mislej                            |
| 8.  | Samo ne ti               | Joker                             | Georg Kranjc                                         |
| 9.  | Sognando te              | Laura Budal                       | Slavko Trančar/Franko Marušič                        |
| 10. | Vanja                    | Marijan Smode                     | Marijan Smode                                        |
| 11. | Un grande amore          | Rosana                            | Matjaž Murko/Rosana Ružič - Brajko                   |
| 12. | Naši prasci              | TOP                               | Boris Devetak                                        |
| 13. | Moje sonce               | Aleš Gnamuš & Nada Žgur           | Aleš Gnamuš                                          |
| 14. | Budi spremna             | Aleksander Mežek                  | Aleksander Mežek/Mežek-Kornelije Kovač               |
| 15. | Dober dan                | Bazar                             | Danilo Kocjančič/Drago Mislej                        |
| 16. | Gitare sunca             | Žarko Mamula                      | Tadej Hrušovar/Dušan Velkaverh                       |
| 17. | Riba smrdi pri glavi     | Gu-Gu                             | Drago Odcepek-Jure Križanič-Boštjan Smole/Tomo Jurak |

## Nagrade
Nagrade občinstva
- 1. nagrada: Dober dan – Bazar
- 2. nagrada: Riba smrdi pri glavi – Gu-Gu
- 3. nagrada: Un grande amore – Rosana

Nagrada za najboljši scenski nastop
- Gu-Gu

Nagrada za najboljšo priredbo
- Aleksander Mežek (Budi spremna)

Nagrada za najboljše besedilo
- Drago Mislej (Dober dan)

Nagrada za najbolj nori nastop
- skupina TOP

Najboljši debitant
- skupina Joker